# Mikaelskyrkan, Linköping
Mikaelskyrkan är Linköpings Ryds församlings kyrkobyggnad. Den ligger i stadsdelen Ryd väster om Linköpings mer centrala delar.

## Kyrkobyggnaden
Den röda träbyggnaden uppfördes på 1700-talet som sädesmagasin till Ryds gård. Vid tillkomsten av stadsdelen Ryd på 1970-talet byggdes den om till kyrka och invigdes Kristi Himmelfärdsdag 1972. Ett församlingshem har uppförts sammanbyggt med kyrkan i dess södra ände. En normal vecka hålls mässa eller gudstjänst två gånger i Mikaelskyrkan.
Invid kyrkan finns en fristående klockstapel från 1972. I klockstapeln hänger en kyrkklocka. 

## Inventarier
- Predikstol och dopfunt är tillverkade av furu. Dopfunten har en dopskål av mässing.
- Kors i trä utformad av Gunnar Kanevad, Linköping.
- Sex golvljusstakar i trä av Gunnar Kanevad, Linköping.
- Altartavlans målningar är gjorda av diakon Jan Johansson och en konstgrupp från församlingen. De har i samråd med Erland Forsberg utformat dem.
- Ikon på motivet Kristus som allhärskaren utförd av Erland Forsberg.
- Vävnad föreställande ett kors med två skikt av Lena Olsson.
- Två fåglar i gips framför vävnaden.

Fyra ikoner av Erland Forsberg. De fyra är:Marie bebådelse, Herrens födelse, den tomma graven och Inridandet i Jerusalem.
- Ambo
- Dopfunt av trä med en skål av mässing.
- Nattvardssilvret har stämplarna K & E C och är skänkt av Valla arbetskrets 1972.
- Klockstapel med en klocka som har versen från psalmen 163 v. 6, 1937 psalmbok inskriven på sig.

## Orgel
Orgeln med 17 stämmor är byggd av Grönlunds Orgelbyggeri i Gammelstad. Orgeln invigdes 1974 och är mekanisk.
| Huvudverk I   | Bröstverk II      | Pedal          | Koppel |
| Rörflöjt 8’   | Gedackt 8’        | Subbas 16’     | I/P    |
| Principal 4’  | Rörflöjt 4’       | Gedackt 8’     | II/P   |
| Spetsflöjt 4’ | Principal 2’      | Kvintadena 4'  | II/I   |
| Waldflöjt 2'  | Sesquialtera 2 ch | Koppelflöjt 2' |        |
| Kvinta 1 1⁄3’ | Dulcian 8'        | Fagott 16'     |        |
| Mixtur 3-4 ch | Tremulant         | Skalmeja 4'    |        |
|               | Crescendosvällare |                |        |

## Referenser

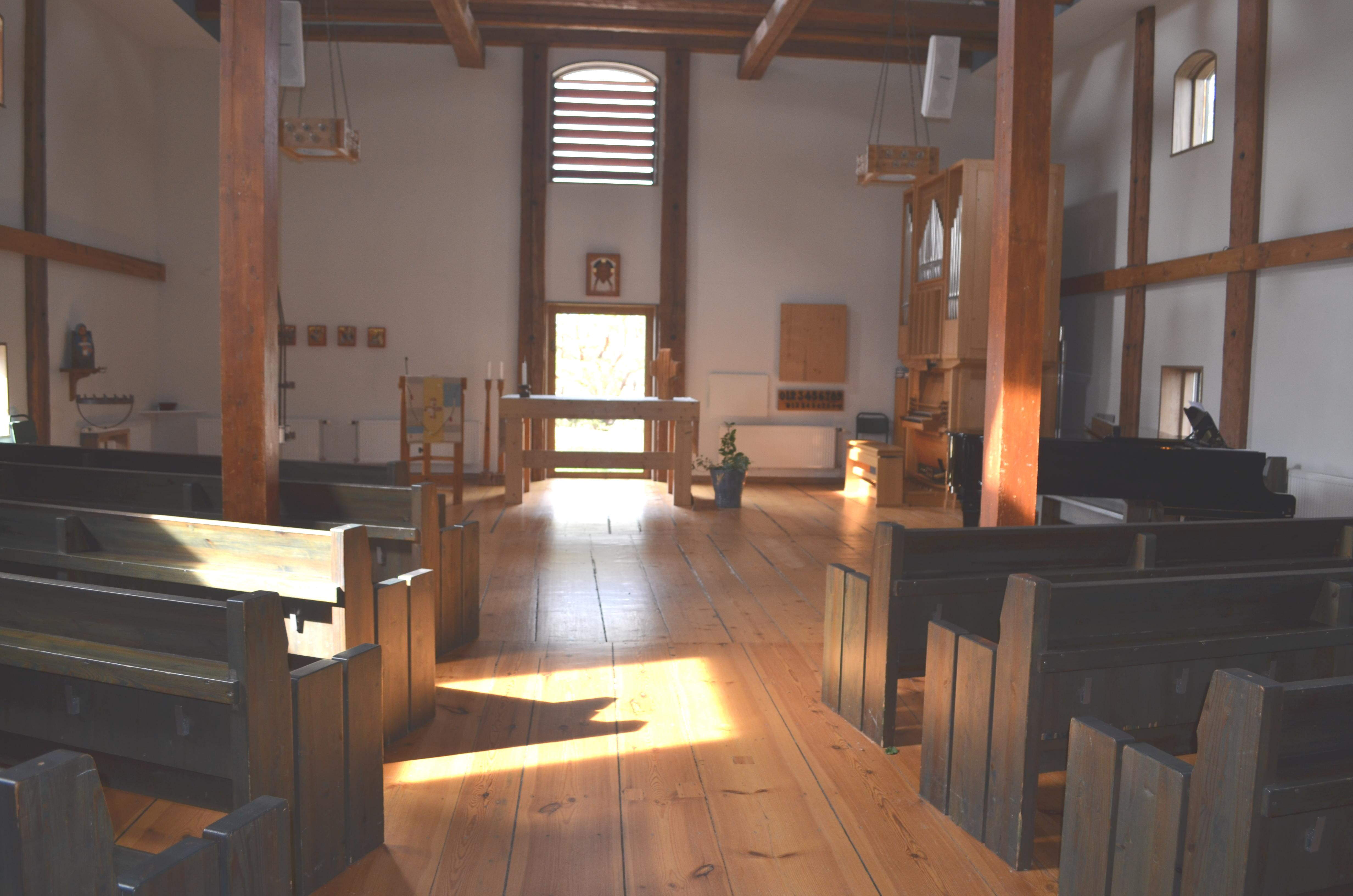
Mikaelskyrkans kyrksal
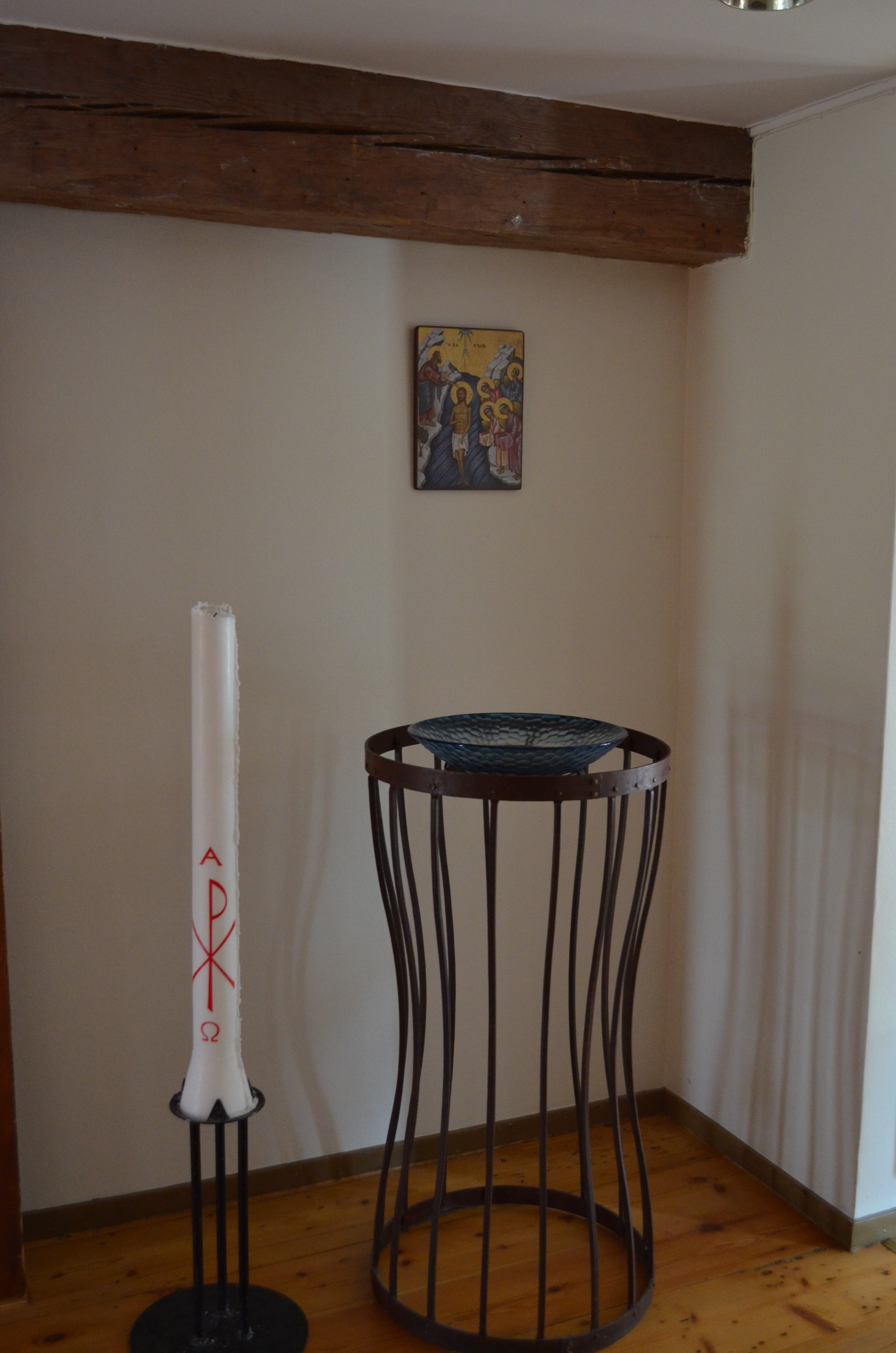
Mikaelskyrkan, dopfunt
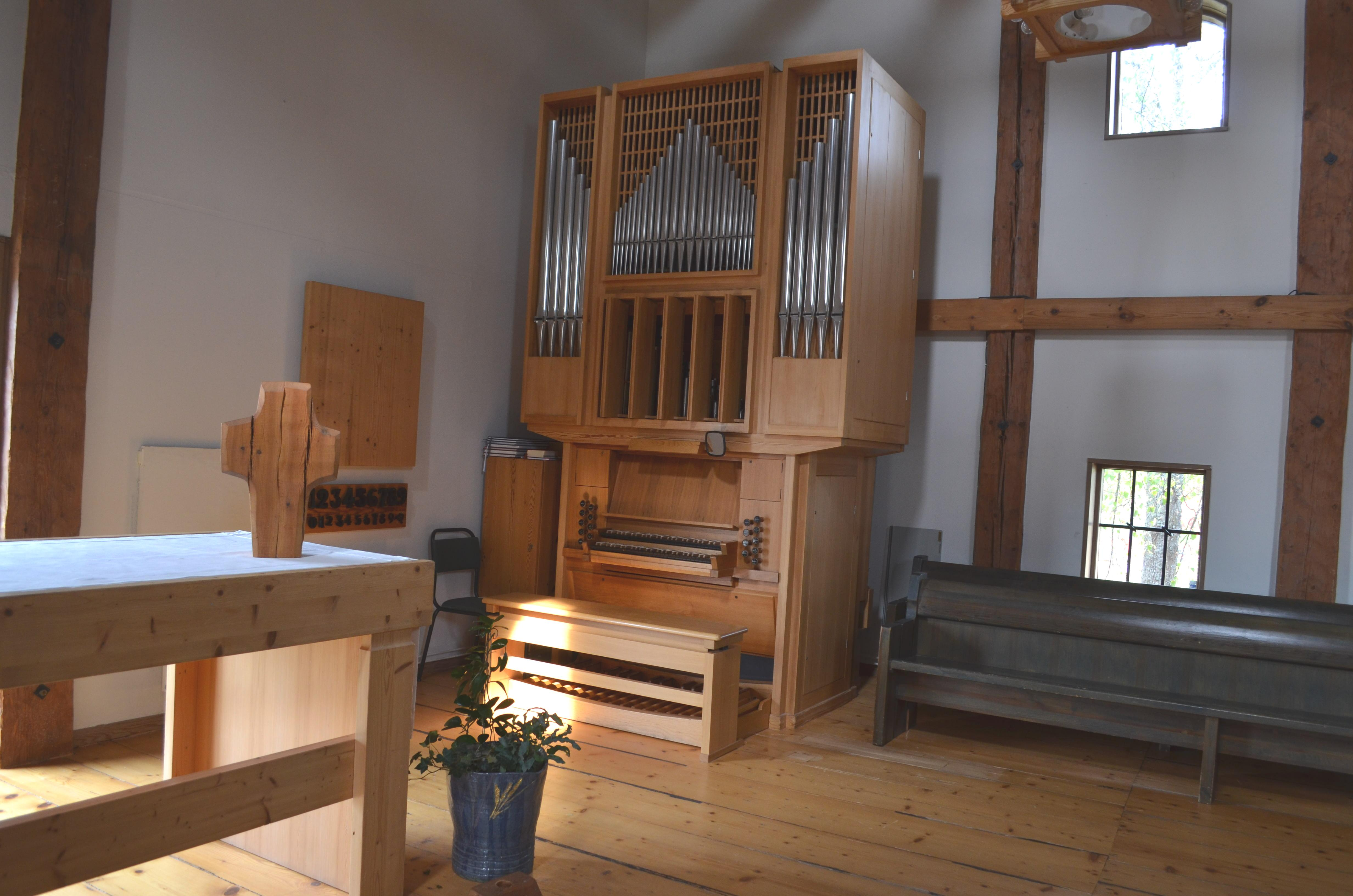
Mikaelskyrkans kyrkorgel

### Webbkällor
- Linköpings Ryds församling